# Gregor Horst
Gregor Horst (latinisiert: Gregorius Horstius; * 20. September 1626 in Ulm; † 31. Mai 1661 ebenda) war ein deutscher Mediziner.

## Leben
Gregor Horst(ius) war der jüngste Sohn des Mediziners Gregor Horstius und der Gießener Professorentochter Hedwig Stamm. Nachdem seine Eltern verstarben, kam Horst 1639 in die Obhut seines ältesten Bruders Johann Daniel Horstius nach Marburg. Im April 1647 immatrikulierte er sich an der medizinischen Fakultät der Universität Leipzig und wechselte im Oktober 1848 an die Universität Padua, an der er am 21. Mai 1650 die Doktorwürde erhielt. Im gleichen Jahr wurde er von Georg II. von Hessen-Darmstadt zum Leibarzt von dessen Tochter, Elisabeth Amalie von Hessen-Darmstadt, bestellt. Am 17. Juli 1653 wurde er zum Stadtphysicus von Ulm und Professor und Schulvisitator am Ulmer Gymnasium ernannt. Horst wurde am 28. September 1652 als Mitglied (Matrikel-Nr. 7) in die Academia Naturae Curiosorum, die heutige Deutsche Akademie der Naturforscher Leopoldina, gewählt.
Horst heiratete am 22. Juli 1652 Johanna Fingerling, die Tochter des Ulmer Arztes Christoph Fingerling und dessen Frau Johanna, geb. Rabus, welche in zweiter Ehe mit Gregor Horstius verheiratet gewesen war. Mit ihr zusammen hatte er sechs Kinder.
Er starb 1661 in Ulm und wurde daselbst am 3. Juni bestattet.